# 网络少年
《网络少年》（英語：Intel Younger），中国大陆电影，导演石学海，主演殷桃、牛群、张凯丽、黄宏。

## 剧情
索拉拉是一名青年女教师，男友是靳阳光，她被学校吴主任安排在一个捣蛋调皮的同学的班级，这个班级里，有一起玩电脑的高手，如：宋欢欢、耿小乐、向大伟、蓝洋，索拉拉通过和同学在网上「一比高下」，输给孩子，让她见识了孩子们的电脑天赋，并且成为好友。索拉拉男友靳阳光的网站数据被黑客窃取，索拉拉组织孩子们建立了网络小组，帮助男友度过难关。

## 演出
| 演员   | 角色       | 备注 |
| 殷桃   | 索拉拉     |      |
| 黄宏   | 耿小乐父亲 |      |
| 牛群   | 向大伟父亲 |      |
| 张凯丽 | 吴主任     |      |
| 胡亚捷 | 苹果先生   |      |
| 刘莉莉 | 宋欢欢母亲 |      |
| 李菁菁 | 耿小乐母亲 |      |
| 丁宁   | 靳阳光     |      |
| 艾丽娅 |            |      |

## 制作
该片旨在反思父母总是以借口禁止孩子上网，其实网络上有好有坏，并不要一棍子打死。

## 奖项
| 年份 | 作品         | 奖项                           | 是否得奖 | 备注 |
| ---- | ------------ | ------------------------------ | -------- | ---- |
|      | 《网络少年》 | 第12届华表奖优秀少年儿童影片奖 | 獲獎     |      |